# Rosamaría Roffiel
Rosamaría Roffiel también conocida como Rosa María Roffiel (Veracruz, 30 de agosto de 1945) es una escritora, editora, poeta, novelista y periodista mexicana. Su primera obra literaria Amora (1989) está considerada la primera novela lésbica de México. También es autora de poemas que hacen referencia al amor lésbico, entre ellos, el poema Sobrevivientes.
En 2019, Roffiel recibió un homenaje por su trayectoria en el Instituto Nacional de Bellas Artes durante el ciclo Protagonistas de la Literatura Mexicana.

## Biografía
Nació en la ciudad de Veracruz el 30 de agosto de 1945.
Se formó en periodismo de manera autodidacta, trabajó en la Ciudad de México en el diario Excélsior y la revista de análisis político Proceso. En 1979, tras la victoria de Daniel Ortega en Nicaragua, dejó México para coordinar durante tres años la publicación sandinista El Trabajador. En 1980 regresó a México y empezó a colaborar en fem., la primera revista feminista de América Latina, en la que fue parte de su colectivo editorial.
En 1986 publicó su primer poemario, también de carácter lésbico, Corramos libres ahora. Le siguió en 1987 ¡Ay Nicaragua, Nicaragüita!, una serie de testimonios sobre el tiempo que la autora vivió en ese país. En 1998 publicó la colección de cuentos sobre diversos temas, incluyendo la temática lésbica-gay El para siempre dura una noche (1998). En septiembre de 1989 publicó Amora, una novela que ha pasado a la historia por ser la primera novela lésbica-feminista publicada en México y que, según su testimonio, empezó a escribir en 1982:

Como ejercicio catártico para liberarme de una relación amorosa que había terminado dolorosamente abandoné el manuscrito durante cinco años. Lo retomé en 1988 y lo concluí en menos de un año. Fue la primera novela que se publicó en México (ahora hay otra, "Dos Mujeres", de Sara Levi Calderón). "Amora" es mi humilde contribución a la visibilidad de las feministas y las lesbianas en la historia de mi país.
Rosamaría Roffiel

En 1979, fue una de las fundadoras del primer grupo de apoyo a mujeres violadas en México Centro de Apoyo para Mujeres Violadas AC (CAMVAC).

### Amora
Narrada en primera persona, Amora se sitúa en la Ciudad de México y relata, de manera sencilla, las dificultades que viven las mujeres en un ambiente que huele a machismo. Se trata de un relato basado en las experiencias de la escritora, con algunos tintes ficticios, que resaltan la relación que tiene un grupo de mujeres que viven bajo un mismo techo y describe cómo se descubre la sexualidad a través de la convivencia y la forma en que todas ellas deben actuar bajo un sistema patriarcal que las oprime.
De acuerdo con una crítica publicada en 2023, "Amora es una novela sui generis que permite conocer un mundo poco nombrado. La novela, y en general la obra poética de Roffiel, tiene un contexto conquistado por el movimiento feminista; es decir, constituye parte de la militancia al nombrar el amor entre mujeres, no solo el de tipo romántico, sino el que se construye entre mujeres, compañeras y amigas para el soporte mutuo".

## Obra

### Publicaciones
- Corramos libres ahora (1986). Reediciones: 1994, Taller de Publicidad Norma Flores, México; 2007, Ediciones LeS VOZ, México.
- ¡Ay Nicaragua, Nicaragüita! (1987), Editorial Claves Latinoamericanas.
- Amora (1989), Planeta, México. Reediciones: 1997, Editorial HORASyhoras, España; 1999, 2009, Raya en el Agua, México.
- El para siempre dura una noche (2003), Editorial Sentido Contrario, México.
- En el fondo del mar no sólo hay peces (2010), INAH, México.[10]

### Periodismo
- Irán, la religión en la revolución (1981), en coautoría con Enrique Maza, José Reveles y Julio Scherer, Proceso, México.